# Österreichische Rallye-Staatsmeisterschaft
Die Österreichische Rallye-Staatsmeisterschaft ist die nationale Rallye-Meisterschaft in Österreich. Sie wird von der Austrian Motorsport Federation ausgeschrieben.

## Zugelassene Fahrzeuge
Die teilnehmenden Fahrzeuge wurden ab 2014 in fünf Divisionen eingeteilt, in denen folgende Fahrzeuge zugelassen waren:
- Division I: Automobile der Gruppen S2000-T, S2000-A, R4, R5, RGT, RGT-National und N +2000ccm
- Division II: Zweiradgetriebene Automobile der Gruppen A und N -2000ccm inklusive Dieselfahrzeuge, Super 1600, Kit Cars und Gruppen R1, R2 und R3

2013 wurden die weiteren Divisionen in den OSK Pokal eingegliedert.

## Wertung
Jährlich finden mehrere Rallyes statt, deren Ergebnisse in die Wertung der Österreichischen Rallye-Staatsmeisterschaft einfließen. Für vordere Platzierung bei den einzelnen Rallyes erhalten die Teilnehmer Meisterschaftspunkte. Wer am Saisonende die meisten Punkte in der Division I angesammelt hat, wird Österreichischer Rallye-Staatsmeister. Seit 2011 wird zusätzlich eine 2WD-Meisterschaft ausgetragen, in der ein Titel für den punktbesten Piloten der Division II für zweiradgetriebene Fahrzeuge vergeben wird.
Für die Plätze 1 bis 15 werden die Punkte in folgender Reihenfolge vergeben:
| Platz  | 1. | 2. | 3. | 4. | 5. | 6. | 7. | 8. | 9. | 10. | 11. | 12. | 13. | 14. | 15. |
| ------ | -- | -- | -- | -- | -- | -- | -- | -- | -- | --- | --- | --- | --- | --- | --- |
| Punkte | 20 | 18 | 16 | 14 | 12 | 10 | 9  | 8  | 7  | 6   | 5   | 4   | 3   | 2   | 1   |

Bei bis zu sechs Rallyes pro Saison werden alle Ergebnisse der Veranstaltungen für die Punktewertungen berücksichtigt. Bei sieben Rallyes wird ein Streichresultat, bei mehr als sieben Rallyes zwei Streichresultate berücksichtigt.

## Österreichische Rallye-Staatsmeister
Der bisher erfolgreichste Fahrer ist Raimund Baumschlager mit vierzehn Titeln.
| Jahr | Fahrer               | Beifahrer               | Fahrzeug                    |
| ---- | -------------------- | ----------------------- | --------------------------- |
| 1966 | Walter Pöltinger     |                         | Porsche                     |
| 1967 | Gernot Fischer       |                         | MGB                         |
| 1968 | Walter Roser         |                         | Renault 8                   |
| 1969 | Walter Pöltinger     |                         | VW Käfer                    |
| 1970 | Hans Siebert         |                         | Alfa Romeo/Volkswagen       |
| 1971 | Gernot Fischer       |                         | VW Käfer                    |
| 1972 | Günther Janger       |                         | VW Käfer                    |
| 1973 | Klaus Russling       |                         | Porsche                     |
| 1974 | kein Titel vergeben  | kein Titel vergeben     | kein Titel vergeben         |
| 1975 | Klaus Russling       |                         | Porsche                     |
| 1976 | Franz Wittmann sen.  |                         | Opel Kadett GT/E            |
| 1977 | Franz Wittmann sen.  |                         | Opel Kadett GT/E            |
| 1978 | Franz Wittmann sen.  |                         | Opel Kadett GT/E            |
| 1979 | Franz Wittmann sen.  | Kurt Nestinger          | Porsche 911                 |
| 1980 | Franz Wittmann sen.  | Kurt Nestinger          | Porsche 911/Audi 80         |
| 1981 | Georg Fischer        | Michael Weinzierl       | Talbot Sunbeam-Lotus        |
| 1982 | Gerhard Kalnay       | Ferdinand Hinterleitner | Opel Ascona 400             |
| 1983 | Franz Wittmann sen.  | Kurt Nestinger          | Audi quattro                |
| 1984 | Franz Wittmann sen.  | Kurt Nestinger          | Audi quattro                |
| 1985 | Wilfried Wiedner     | Franz Zehetner          | Audi quattro                |
| 1986 | Georg Fischer        | Thomas Zeltner          | Audi Coupé quattro          |
| 1987 | Georg Fischer        | Thomas Zeltner          | Audi Coupé quattro          |
| 1988 | Franz Wittmann sen.  | Jörg Pattermann         | Lancia Delta HF Integrale   |
| 1989 | Franz Wittmann sen.  | Jörg Pattermann         | Lancia Delta HF Integrale   |
| 1990 | Ernst Harrach        | Jörg Pattermann         | Lancia Delta HF Integrale   |
| 1991 | Christoph Dirtl      | Jörg Pattermann         | Lancia Delta HF Integrale   |
| 1992 | Franz Wittmann sen.  | Jörg Pattermann         | Toyota Celica turbo 4WD     |
| 1993 | Raimund Baumschlager | Klaus Wicha             | Ford Escort Cosworth        |
| 1994 | Kurt Göttlicher      | Michael Moser           | Ford Escort Cosworth        |
| 1995 | Willi Stengg jun.    | Michael Moser           | Ford Escort Cosworth        |
| 1996 | Raphael Sperrer      | Ernest Loidl            | Renault Maxi Mégane         |
| 1997 | Kris Rosenberger     | Sigi Schwarz            | Toyota Celica GT-Four       |
| 1998 | Raphael Sperrer      | Judith Schachinger      | Renault Maxi Mégane         |
| 1999 | Achim Mörtl          | Jörg Pattermann         | Subaru Impreza WRC          |
| 2000 | Raphael Sperrer      | Per Carlsson            | Seat Cordoba WRC            |
| 2001 | Franz Wittmann sen.  | Heike Feichtinger       | Toyota Corolla WRC          |
| 2002 | Raphael Sperrer      | Per Carlsson            | Peugeot 206 WRC             |
| 2003 | Raimund Baumschlager | Klaus Wicha             | Mitsubishi Lancer Evo VII   |
| 2004 | Raimund Baumschlager | Klaus Wicha             | Mitsubishi Lancer Evo V     |
| 2005 | Raimund Baumschlager | Thomas Zeltner          | Mitsubishi Lancer Evo VII   |
| 2006 | Raimund Baumschlager | Bernhard Ettel          | Mitsubishi Lancer Evo VII   |
| 2007 | Raimund Baumschlager | Thomas Zeltner          | Mitsubishi Lancer Evo IX    |
| 2008 | Raimund Baumschlager | Thomas Zeltner          | Mitsubishi Lancer Evo IX    |
| 2009 | Raimund Baumschlager | Thomas Zeltner          | Škoda Fabia S2000           |
| 2010 | Raimund Baumschlager | Thomas Zeltner          | Škoda Fabia S2000           |
| 2011 | Beppo Harrach        | Andreas Schindlbacher   | Mitsubishi Lancer Evo IX R4 |
| 2012 | Raimund Baumschlager | Thomas Zeltner          | Škoda Fabia S2000           |
| 2013 | Raimund Baumschlager | Klaus Wicha             | Škoda Fabia S2000           |
| 2014 | Raimund Baumschlager | Thomas Zeltner          | Škoda Fabia S2000           |
| 2015 | Raimund Baumschlager | Thomas Zeltner          | Škoda Fabia R5              |
| 2016 | Hermann Neubauer     | Bernhard Ettel          | Ford Fiesta WRC RS          |
| 2017 | Raimund Baumschlager | Pirmin Winklhofer       | VW Polo R WRC               |
| 2018 | Niki Mayr-Melnhof    | Leopold Welsersheimb    | Ford Fiesta R5              |
| 2019 | Hermann Neubauer     | Anne Katharina Stein    | Ford Fiesta R5              |
| 2020 | kein Titel vergeben  | kein Titel vergeben     | kein Titel vergeben         |
| 2021 | Simon Wagner         | Gerald Winter           | Škoda Fabia Rally2 evo      |
| 2022 | Simon Wagner         | Gerald Winter           | Škoda Fabia Rally2 evo      |
| 2023 | Simon Wagner         | Gerald Winter           | Skoda Fabia RS Rally2       |

## Belege
1. ↑  https://www.ewrc-results.com/season/2020/?nat=26
2. ↑  Martin Raška: Dva národy u tří měst. eWRC.cz, 17. Oktober 2021, abgerufen am 23. Oktober 2021 (tschechisch).
3. ↑  Martin Raška: Neubauer využil absence největšího soupeře. eWRC.cz, 20. Juli 2022, abgerufen am 16. Oktober 2022 (tschechisch).
4. ↑  https://www.ewrc-results.com/season/2022/32-austria/#points